# Robo Army
Robo Army (ロボアーミー?, Robo Āmī) è un videogioco arcade di genere picchiaduro a scorrimento, sviluppato e pubblicato dalla SNK nel 1991 per la scheda hardware Neo Geo e, successivamente, convertito solo per la console Neo Geo CD nel 1995.

## Trama
I robot militari sviluppati dal Dr. Fron Jeed distruggono le organizzazioni malvagie una dopo l'altra con la loro schiacciante potenza. Siamo nel 20XX, e il mondo sta ritrovando la pace. Tuttavia, improvvisamente, pochi mesi dopo che il dottore e sua figlia Fron Tia furono rapiti e scomparsi, un bizzarro esercito di robot apparve a Neo Detroit.
La risposta dell'esercito regolare di robot militari fu completamente priva di fulmini e poche ore dopo Neo Detroit era nelle mani del nemico. Si fecero chiamare "Hell Jeed" e massacrarono i cittadini. Iniziarono a produrre robot armati con il cervello rimosso. Il loro scopo era "costruire un'utopia (città ideale) solo per robot".
Le Nazioni Unite attribuiscono grande importanza alla situazione e richiedono all'unità di super-élite "64th Air Division Robo Army", guidata dal Capitano Rocky del Military Robo No. 1, di sopprimere e distruggere il Corpo di Hell Jeed.
I prescelti sono incaricati di fermare le ambizioni di Hell Jeed diventando Maxima e il Capitano Rocky, due dei cento soldati del Robo Army che stanno invadendo Neo Detroit.

## Modalità di gioco
In Robo Army non è possibile scegliere il proprio personaggio: il primo giocatore controlla direttamente Maxima, mentre il secondo Rocky. Entrambi i cyborg devono attraversare sei livelli, durante le quali affronteranno gli scagnozzi del Professore, così come un boss sia a metà che a fine livello in ogni stage.
I due eroi possono combattere con pugni e calci, ma possono anche difendersi raccogliendo armi improvvisate (rottami d'auto, barili, braccia di robot distrutti). Ognuno ha una barra d'energia che gli consente di lanciare potenti attacchi secondo l'energia ottenuta. Maxima e Rocky potranno anche trasformarsi per un breve momento in un invulnerabile veicolo corazzato.

## Accoglienza
In Giappone, la rivista Game Machine elencò Robo Army nel numero del 15 dicembre 1991 come la ventitreesima unità arcade di maggior successo del mese. Il titolo ha ricevuto un'accoglienza generalmente mista dalla critica fin dalla sua uscita nelle sale giochi e su altre piattaforme.
Nel 2014, Hobby Consolas lo piazza al nono posto della loro lista dei venti migliori giochi su Neo Geo CD.